# Coyote fend l'air
Pour plus de détails, voir Fiche technique et Distribution.
Coyote fend l'air (Zipping Along) est un film américain d'animation Merrie Melodies de 7 minutes et mettant en scène Bip Bip et Vil Coyote réalisé par Chuck Jones en 1953.

## Fiche technique
Sauf indication contraire, les informations mentionnées dans cette section peuvent être confirmées par la base de données cinématographiques IMDb,  présente dans la section « Liens externes ».
- Réalisateur Chuck Jones
- Scénario : Michael Maltese
- Producteur Edward Selzer
- Montage : Treg Brown
- Compositeur : Carl W. Stalling
- Société de production : Warner Bros. Animation
- Société de distribution : Warner Home Video
- Format : Couleur, Dolby Digital, rapport de forme : 1.85 : 1
- Genre : Dessin animé de comédie
- Pays d’origine : États-Unis
- Langue originale : Anglais
- Format : Couleur Technicolor, 35 mm, son mono, rapport de forme : 1.37 : 1, procédé cinématographique : Spherical
- Durée : 7 minutes
- Dates de sortie : 
  - États-Unis : 19 septembre 1953 (cinéma) Warner Bros.
  - États-Unis : 2004 (DVD) Warner Home Video

## Distribution
Sauf indication contraire, les informations mentionnées dans cette section peuvent être confirmées par la base de données cinématographiques IMDb,  présente dans la section « Liens externes ».
Personne n'est mentionné au générique dans la version originale des voix :
- Mel Blanc : cri de Vil Coyote
- Paul Julian (en) : Bip Bip (provenant d'archive)